# Ардымский шихан
Ардымский шихан — холм (шихан) в Пензенском районе Пензенской области на правом берегу реки Ардым, к востоку от села Ленино, памятник природы.
Памятником природы объявлен с 1995 года. Площадь — 4,0 га.
На вершине — образцы настоящих и опустыненных степей. В верхней части эфедра двуколосковая образует сообщества с участием ковыля волосатика, типчака, тонконога, терескена серого, кринитарии мохнатой, лапчатки песчаной, астрагала разноцветного и др. В нижней части склона развиваются ассоциации луговых степей с господством лугово-степного разнотравья. Встречаются отдельные кусты спиреи городчатой, ракитника русского, небольшая куртина миндаля низкого. Почвы сильно смытые, песчанистые, с большой примесью мелкого щебня.
Вблизи Ардымского шихана бьёт Прощеный родник. С ним связано несколько поверий: родник обладает свойством «прощать» грехи и исцелять болезни, посланные за них. Родник заключён в невысокий сруб. По сведениям сельсовета, раньше в окрестностях села было два родника, но второй пересох к 2002 году